# Marco Serpellini
Marco Serpellini (Lovere, 14 agosto 1972) è un ex ciclista su strada italiano, professionista dal 1994 al 2006 e vincitore di un Giro del Piemonte.

## Carriera
Campione del mondo nel 1990 a Middlesbrough nella categoria Juniores, fu attivo tra i Dilettanti dal 1991 al 1993, prima per due anni con il G.S. Mecair e poi per un anno con il G.S. Zalf, vincendo una Targa Libero Ferrario e un Giro del Canavese.
Passò tra i professionisti nel 1994 con la Lampre, e al primo anno ottenne un secondo posto di tappa al Tour de France, anticipato dal solo Jacky Durand a Cahors. Dopo due anni conquistò la sua prima vittoria, al Grand Prix Pino Cerami in Belgio. Il 1998, in maglia Brescialat-Liquigas, fu il suo anno migliore dal punto di vista dei risultati: si aggiudicò infatti per la seconda volta il Grand Prix Pino Cerami, la classifica finale del Giro del Portogallo e il Giro del Piemonte, e si classificò al nono posto nella Vuelta a España.
Nella stagione 1999 ritornò alla Lampre, con cui durante l'anno, pur non vincendo, conquistò numerosi piazzamenti, tra cui un secondo posto di tappa al Tour de France, il secondo alla Coppa Sabatini, il quinto alla Parigi-Tours, il secondo al Giro del Piemonte e il settimo al Giro di Lombardia; la buona seconda parte di stagione gli valse la convocazione per il Mondiale di Verona, in cui conquistò la quindicesima piazza. L'anno dopo vinse il Gran Premio Bruno Beghelli e una tappa all'Euskal Bizikleta, piazzandosi inoltre quinto alla Tirreno-Adriatico.
Dopo un 2001 senza vittorie, nel 2002 visse ancora un buon autunno, con il quarto posto al Giro di Lombardia; tornò al successo nel 2003, sempre in maglia Lampre, vincendo il Gran Premio Città di Camaiore. Dopo il biennio 2004-2005 alla Gerolsteiner, mise a referto l'ultima vittoria nel 2006, sua ultima stagione di attività, in una tappa della Corsa della Pace.

## Palmarès
- 1990 (Juniores)

Trofeo Emilio Paganessi
Campionati del mondo, Prova in linea Juniores
- 1991 (Dilettanti)

Targa Libero Ferrario
- 1992 (Dilettanti)

Trofeo Memorial Pesenti
Giro del Canavese
- 1996 (Panaria-Vinavil, una vittoria)

Grand Prix Pino Cerami
- 1998 (Brescialat-Liquigas, cinque vittorie)

Grand Prix Pino Cerami
Giro del Medio Brenta
4ª tappa Giro del Portogallo (Beja > Portalegre)
Classifica generale Giro del Portogallo
Giro del Piemonte
- 2000 (Lampre-Daikin, due vittorie)

Gran Premio Bruno Beghelli
3ª tappa Euskal Bizikleta (Laguardia > Bilbao)
- 2003 (Lampre, una vittoria)

Gran Premio Città di Camaiore
- 2006 (Unibet.com, una vittoria)

4ª tappa Corsa della Pace (Karlovy Vary > Teplice)

### Altri successi
- 2003 (Lampre)

Classifica scalatori International Tour of Rhodes

## Piazzamenti

### Grandi Giri
- Giro d'Italia

1998: 70º
2004: 71º
- Tour de France

1994: ritirato
1995: 111º
1999: 55º
2001: 125º
2002: 74º
- Vuelta a España

1997: 16º
1998: 9º

### Classiche monumento
- Milano-Sanremo

1995: 105º
1996: 42º
1998: 67º
2000: 54º
2001: 37º
2002: 156º
2004: 110º
- Giro delle Fiandre

1995: 51º
1996: 21º
2000: 31º
2001: 27º
2002: 28º
2003: 17º
2004: 125º
2006: 45º
- Parigi-Roubaix

1998: 41º
2000: 13º
2002: ritirato
2003: 20º
2006: 20º
- Liegi-Bastogne-Liegi

2000: 63º
2004: ritirato
2005: ritirato
- Giro di Lombardia

1995: 43º
1997: 37º
1998: 7º
1999: 7º
2000: 18º
2001: ritirato
2002: 4º
2004: ritirato
2005: ritirato

### Competizioni mondiali
- Campionati del mondo

Middlesbrough 1990 - In linea Juniores: vincitore
Verona 1999 - In linea Elite: 15º